# 瀋陽造幣廠
瀋陽造幣廠（しんようぞうへいしょう）は、中国印鈔造幣総公司に属する中華人民共和国の法定通貨を製造する工場である。

## 概要
瀋陽造幣廠は中国国内で流通する硬貨と金貨や銀貨による記念貨幣の造幣、銅合金といった産業資材の製造を行っている。1500人以上の従業員と149147平方メートルの敷地面積を持っている。所在地は瀋陽市大東区大東路138。

## 沿革
- 1896年　奉天機器局（abkai imiyangga tetun šurdere kūwaran[1]）として開設
- 1896年8月23日　操業を開始
- 1931年　満州事変により満州国が成立した後は「満州中央銀行造幣廠」に改称
- 1945年　日本の敗戦後は中国国民党政権の税務局が接収
- 1948年11月　中国共産党による瀋陽解放後は、「満州中央銀行造幣廠」から「東北銀行工業處」、さらには「東北銀行工業處總廠」に改名され、中国東北部で流通する地方銀行券や有価証券を製造した
- 1987年　現在の「瀋陽造幣廠」に改称